# 룽치구

룽치구의 위치

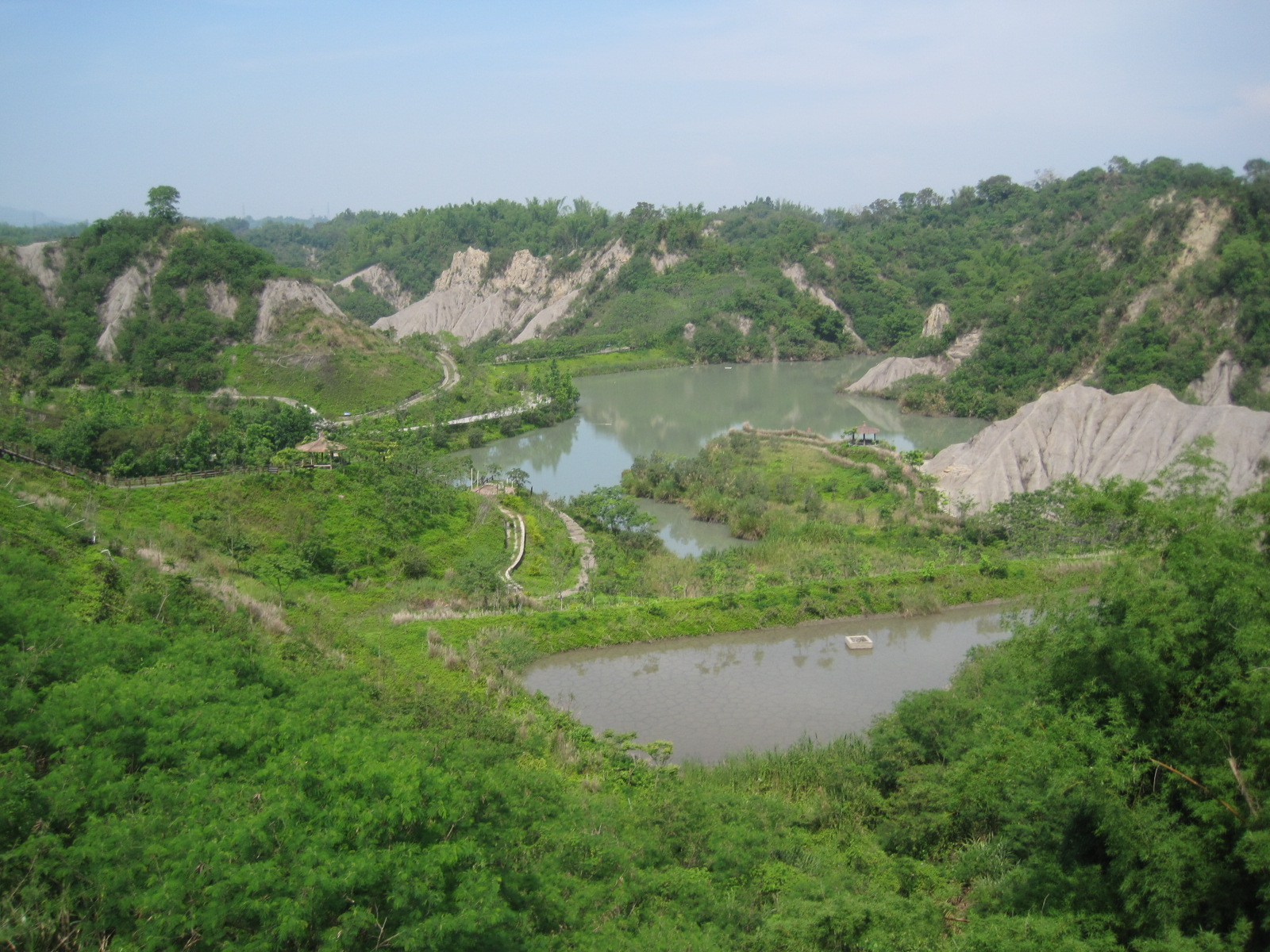
룽치구

룽치구(한국어: 용기구, 중국어: 龍崎區, 병음: Lóngqí Qū)는 중화민국 타이난시의 시할구이다. 넓이는 64.0814km2이고, 인구는 2015년 8월 기준으로 4,228명이다.

## 지리
룽치구는 타이난시의 남단에 위치한다. 북쪽은 신화 와, 동쪽은 쭤전구, 가오슝시 네이먼구와, 서쪽은 관먀오구와, 남쪽은 가오슝시 톈랴오구와 각각 접하고 있다. 아리산산맥의 말단에 위치해, 향내에는 해발 80~350m의 구릉지대가 펼쳐지며, 동고서저의 지세를 이룬다.

## 역사
룽치구의 옛 이름은 번사(番社)이며, 시라야족 신항사 사람들이 룽치향의 대평, 우포 일대로 이주한 것에서 명명되었다. 청대에는 대만현 신풍리에 귀속했고 도광 연간에 내신풍리(內新豐里)로 개칭되었다. 일본 통치 시대 초기에는 내신풍리를 2구로 나누어 관리하였지만, 1920년의 타이완 지방제 개편 때, 2구의 명칭인 용선(龍船)과 기정(崎頂)의 문자를 합쳐 일본풍의 이름인 다쓰자키(龍崎)로 개칭했으며, 다이난주 신포군 관할의 다쓰자키장(龍崎庄)을 두었다. 전후에는 타이난현 룽치향으로 고쳐졌다.
2010년 12월 25일, 타이난현과 타이난시가 합병하며 타이난시 룽치구가 되었다.